# Kupoupou stilwelli
Kupoupou stilwelli — викопний вид пінгвінів, що існував у палеоцені (62-60 млн років тому).

## Скам'янілості
Рештки птаха виявлені у відкладеннях формації Тагатіка-Крік на острові Чатем, що належить Новій Зеландії. Описаний з фрагментів цівки, променевої кістки та каудального хребця.

## Назва
Родова назва Kupoupou з мови моріорі (мови корінного населення островів Чатем) перекладається як «птах, що пірнає». Видова назва K. stilwelli вшановує палеонтолога Джеффрі Стілвелла, який організовував дослідження типового зразка.